# Islay LIMPET

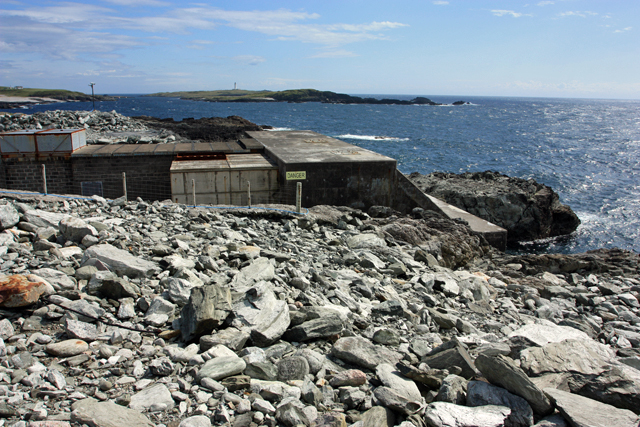
Vista de conjunto da central Islay LIMPET.

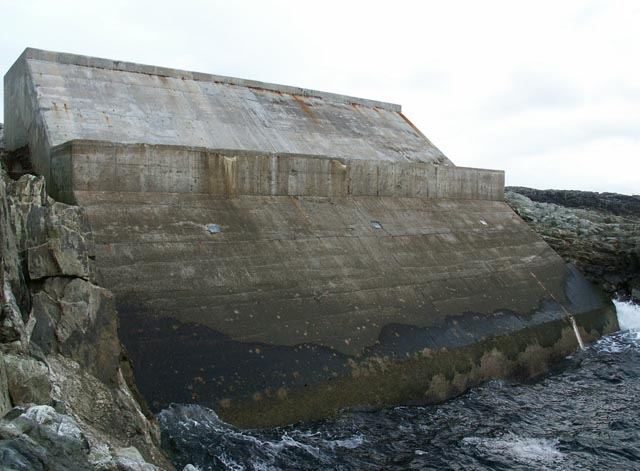
A central LIMPET.

A Islay LIMPET (acrónimo de Land Installed Marine Power Energy Transmitter) foi a primeira central comercial de produção de electricidade a partir da energia das ondas a entrar em serviço comercial. Está situada na ilha de Islay, nas Hébridas, e fornece energia à rede eléctrica do Reino Unido. A potência instalada é de 500 kW, repartidos por duas turbinas Wells instaladas num sistema de coluna oscilante inclinada.

## Descrição
A central LIMPET foi construída no ano 2000 e está localizada na Claddach Farm em Rhinns of Islay na ilha escocesa de Islay. A Islay LIMPET foi desenvolvida pela empresa Wavegen em cooperação com a Queen's University Belfast.
A capacidade da Islay LIMPET é de 500 kW, utilizando uma instalação costeira de coluna de água oscilante (OWC ou Oscillating Water Column) para transformar a energia das ondas em energia pneumática no interior de uma câmara de betão. A câmara pneumática é um tubo de betão inclinado com a sua abertura abaixo do nível do mar. A acção das ondas provoca a oscilação da coluna de água contida na câmara, a qual comprime e descomprime o ar existente na parte superior. O fluxo bidireccional de ar resultante da oscilação é canalizado através de duas turbinas Wells, com rotações opostas, cada uma delas acoplada a um gerador de 250 kW.
A central até 2010 tinha em média 98% de disponibilidade, tendo já trabalhado mais de 60 000 horas ligada à rede comercial, o que a coloca no mesmo nível de produção de tecnologias como a energia eólica e hidroeléctrica.
Na ilha do Pico, nos Açores, está em funcionamento desde Novembro de 1999 uma central piloto, a Central de Ondas do Pico, com 400 kW de potência instalada, utilizando a mesma tecnologia.